# Ruth Bamberg

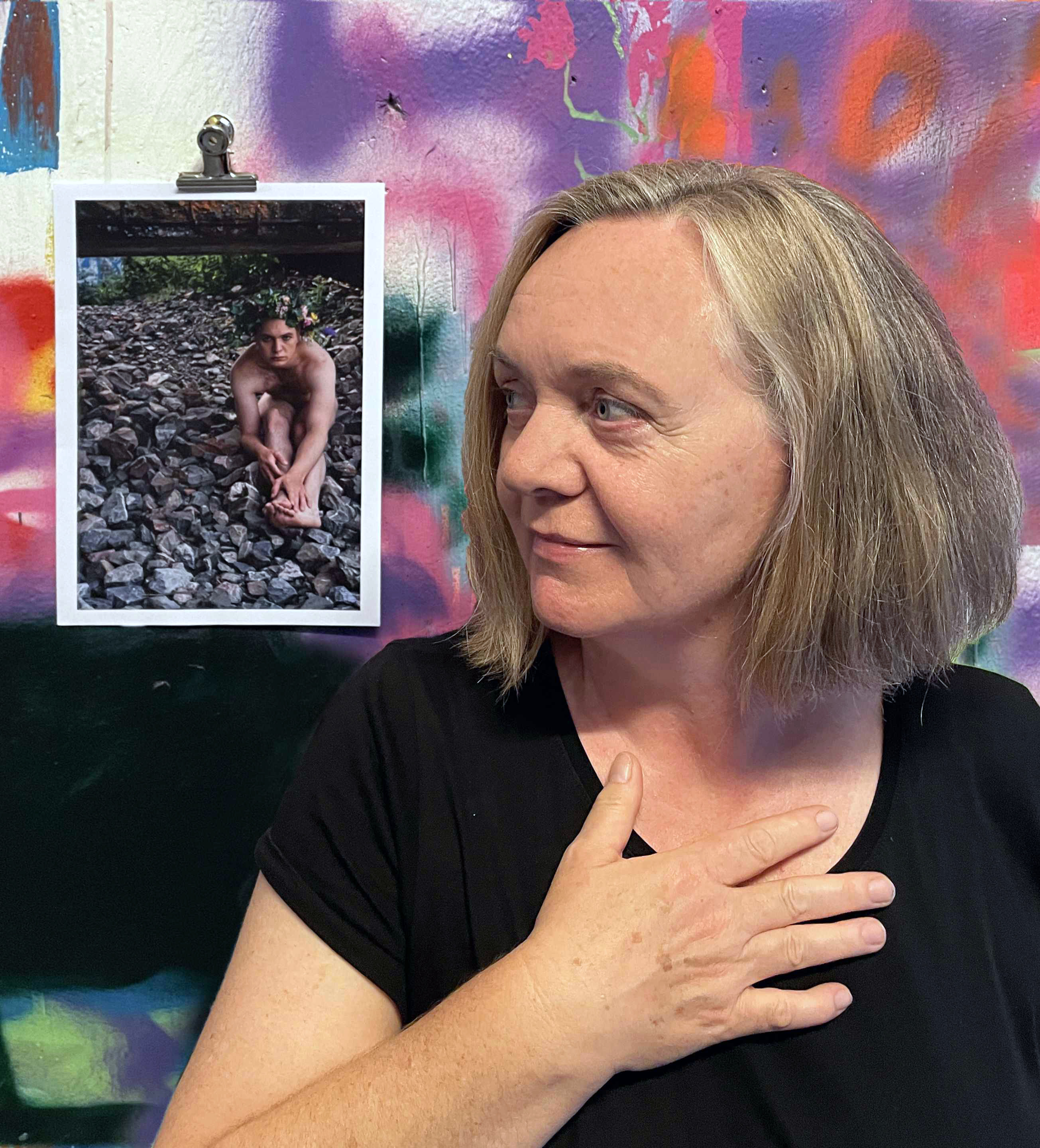
Ruth Bamberg, 2024

Ruth Bamberg (* 30. Dezember 1961 in Duisburg) ist eine deutsche Medienkünstlerin, die sich mit digitalen Technologien und deren Auswirkungen auf die Wahrnehmung auseinandersetzt.

## Leben
Nach einem Architekturstudium an der Universität-Gesamthochschule Essen arbeitete Bamberg zunächst in der Filmproduktion, unter anderem bei Projekten von Sönke Wortmann ("Drei-D", 1987) und Christoph Schlingensief ("Hundert Jahre Adolf Hitler", 1988).

## Werk
Bambergs künstlerisches Schaffen ist durch die kritische Auseinandersetzung mit Medientechnologien geprägt und verbindet diese mit sozialen, gesellschaftlichen und politischen Bezügen. Ihre Arbeit umfasst Video/Klang-Installationen, partizipative Projekte und die Auseinandersetzungen mit VR Räumen.
Von den frühen Werken seien der klassische Videoclip "Herr Busch singt A" und "Daheim – ich sehe" (1992), eine partizipative Videoinstallation, genannt. In Zusammenarbeit mit dem Musiker Philippe Micol entstanden Ende der 1990er Jahre Video-Klang-Installationen und gemeinsame Publikationen. In den 2000 Jahren entstanden Videoclips für Tom Liwa Spätere Arbeiten sind eine Erweiterung zur Sozialen Plastik und Projektkooperationen wie mit Schwenk Film.
Neuere Projekte wie "Last Generation" (2024) und "Being Foreign" (2025) setzen sich mit Rechtsextremismus, Antisemitismus und den Auswirkungen Künstlicher Intelligenz auseinander. Bei diesen Projekten arbeitete sie mit dem Künstler Cyrus Overbeck und dem Soziologen Jörg Hüttermann zusammen.
Für die immersive Performance "Sound of Resistance" am 8. Mai 2025  unter der Leitung von Schorsch Kamerun, konzipierte Bamberg eine Videoinstallation mit 20 Monitoren, die die akustische Erfahrung des mit Funkkopfhörern ausgestatteten Publikums visuell ergänzt und erweitert.

## Ausstellungen (Auswahl)
- Bauhaus Dessau, Ostranenie: 1. Internationales Videofestival (1993)[14]
- Landschaftspark Nord, Duisburg, Niederrheinischer Herbst (1999)[15]
- Rheinisches Landesmuseum Bonn, "Szene Rheinland" (2003)[16]
- Stiftung Wilhelm Lehmbruck Museum, in "XI. Ausstellung der Duisburger Künstler" (2000)[17]
- Kraftzentrale, Duisburg, Akzente Festival "Woran Glauben?" (2006)[18]
- Kunstmuseum Liner Appenzell, in "Ich bin das Bild der Welt" (2011)[19]
- Jüdische Gemeinde Duisburg-Mülheim-Oberhausen, "1700 Jahre Jüdisches Leben in Deutschland" (2021)[20]
- Brotfabrik Overbeck von 1904, Duisburg, "Last Generation" (2024)

## Publikationen (Auswahl)
- mit Philippe Micol: Vom Umgang mit dem Zufall. Autoren-Verlag Matern, 1999, ISBN 3-929899-79-5.
- mit Cyrus Overbeck: Last Generation. FIU Verlag, 2024, ISBN 978-3-928780-77-3.
- mit Cyrus Overbeck: Being Foreign. FIU Verlag, 2024, ISBN 978-3-928780-78-0.